# Arborétum

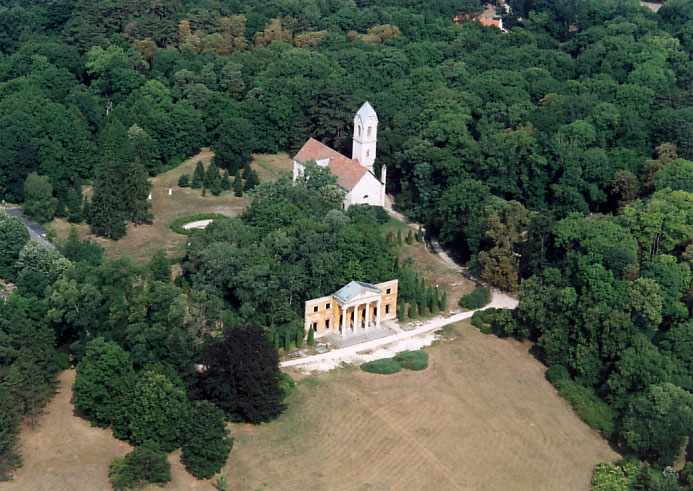
Alcsúti Arborétum Természetvédelmi Terület

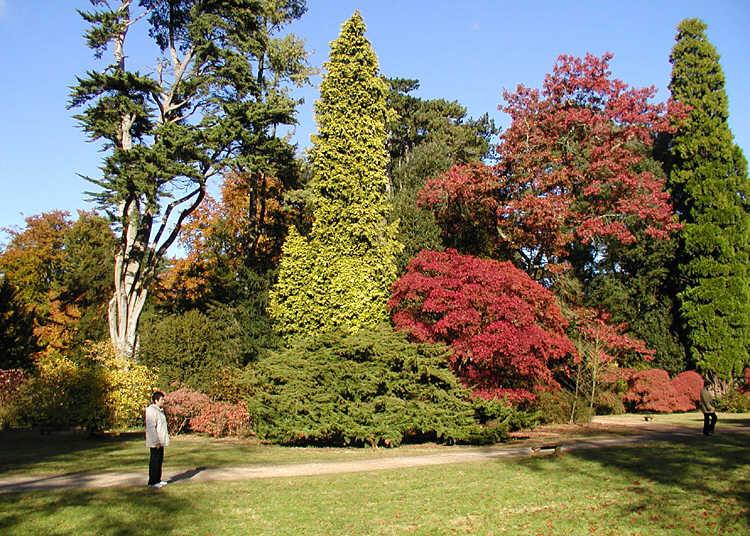
Őszi színek a Westonbirt Arboretumban (Gloucestershire)

Az arborétum a botanikus kertek azon fajtája, amely elsősorban fákat és cserjéket mutat be. Lehetőséget nyújt kikapcsolódásra, tevékenységi körébe tartozik az ismeretterjesztés, kutatásra való lehetőség biztosítása, kulturális és oktatási programok, továbbá a természet- és környezetvédelem. A veszélyeztetett fajok tartásával és szaporításával hozzájárul a biológiai sokféleség megőrzéséhez.
A botanikus kertek növénygyűjteményeinek elhelyezése az adott területen általában a különböző földrészeken megtalálható, éghajlati övenként, illetve rendszertani sorrendet követő csoportosításban történik. Ezektől lehetnek eltérő csoportosítások is. 
A kertépítészet a terepi adottságokhoz alkalmazkodva, vagy a célnak megfelelően több-kevesebb szerephez jut.
Az arborétumokban esetenként, de nem kötelezően megtalálható épületek a fedett terem oktatói vagy bemutatói célra, a kutatói szoba, könyvtár, szociális helyiségek.